# ケイセブン中村屋
株式会社ケイセブン中村屋（ケイセブンなかむらや）は、東京都港区に本社を置く日本の芸能事務所である。
アトリエ・ダンカンの中村啓介が独立して設立した事務所。

## 所属タレント
- 森公美子[2]
- 七瀬なつみ[2]
- 中島陽典
- き乃はち
- 小林由佳[3]
- 亜久里夏代
- 松原凜子
- 小瀧万梨子
- 杉浦奎介
- 白木美貴子
- 小山田真[4]
- 若松武史
- 上條恒彦[5]